# Marie Eleonora z Lichtenštejna
Marie Eleonora z Lichtenštejna, rozená princezna z Oettingen-Spielbergu (7. července 1745 – 26. listopadu 1812 Vídeň) byla česká šlechtična německého původu, manželka knížete Karla Boromejského z Lichtenštejna. Patřila k blízkému okruhu přátel císaře Josefa II. a významným osobnostem císařského dvora ve Vídni. Po příbuzných předčasně zemřelé matky byla dědičkou panství Velké Meziříčí (1764–1812).

## Život

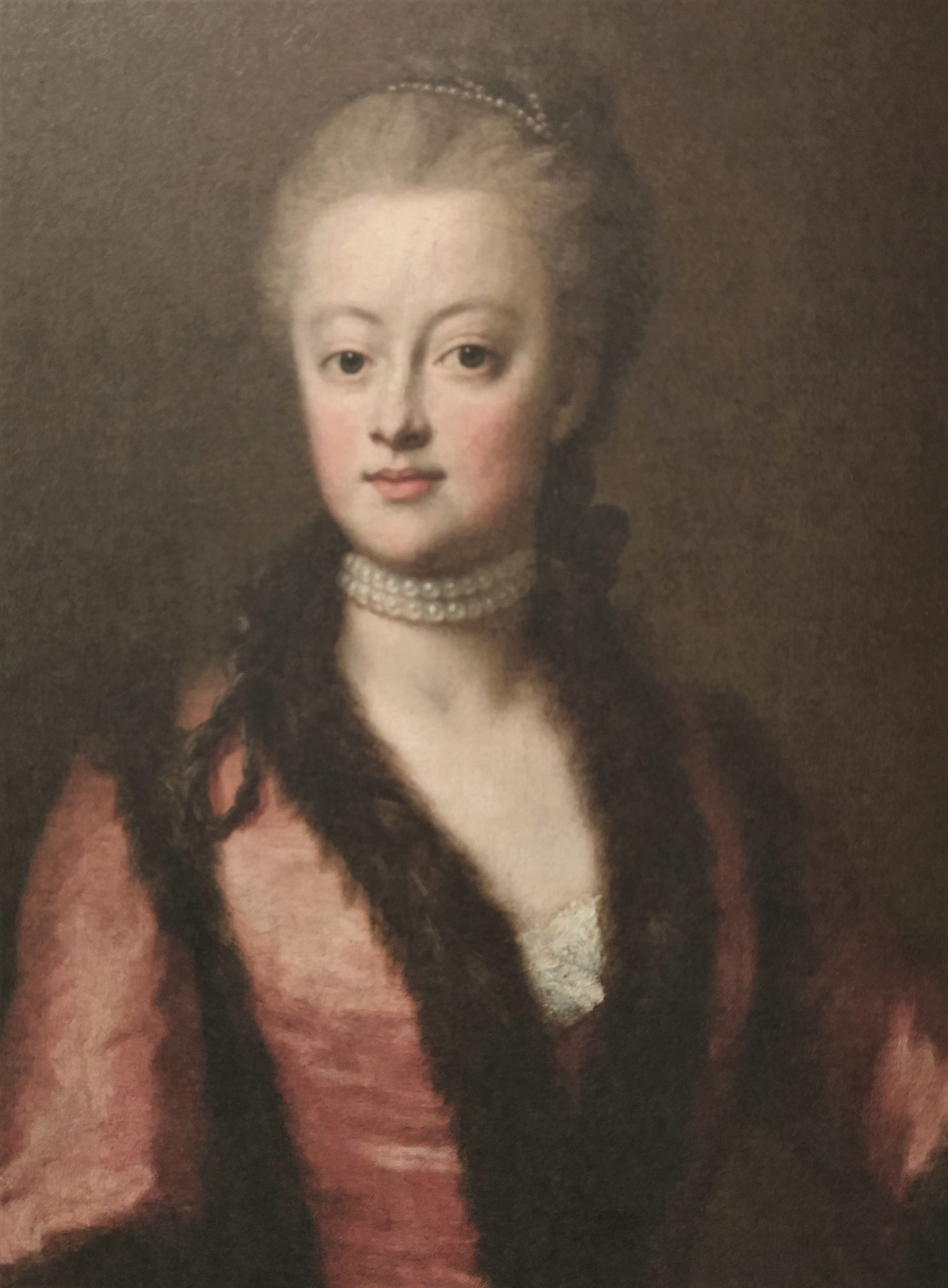
Portrét kněžny Marie Eleonory z Lichtenštejna (60. léta 18. století, sbírky zámku Jaroměřice nad Rokytnou)

### Původ
Narodila se dne 7. července 1745 v knížecí rodině Oettingen-Spielberg, byla nejmladší dcerou knížete Jana Aloise I. z Oettingen-Spielbergu (1707–1780) a jeho manželky Terezie, rozené princezny Šlesvicko-Holštýnské (1713–1745). V mládí často pobývala jak ve Švábsku, kde měli Oettingenové své malé rodové knížectví, tak i ve Vídni, se starší sestrou Marií Leopoldinou absolvovala od roku 1749 výchovu v klášteře ve Štrasburku.

### Osobní život
V jejích patnácti letech si ji císařovna Marie Terezie vybrala jako svou dvorní dámu. Jelikož byla jednou z dam u panovnického dvora Habsburské monarchie, byl její život řízen přísným dvorním protokolem. Tento protokol se týkal také sňatků, přičemž ty byly aranžovány příslušnými lidmi na císařském dvoře nebo samotnou císařovnou. Původně se měla stát manželkou knížete Jana Nepomuka ze Schwarzenbergu, s nímž byla i zasnoubena. Jejich plánovaný sňatek ale překazil vlivný vojevůdce a diplomat kníže Josef Václav z Lichtenštejna, který prosadil manželství Marie Eleonory s Karlem z Lichtenštejna. Jejich svatba se konala dne 30. března 1761 ve Vídni. Eleonora si tím upevnila svoje postavení u dvora. V té době totiž Lichtenštejnové patřili k nejdůležitějším osobnostem rakouské politiky, přičemž na přelomu 16. a 17. století bylo jejich postavení tak silné, že roku 1608 byli povýšeni do knížecího stavu. Karel Boromej navíc patřil k nejvlivnějším osobám u dvora císaře Josefa II.

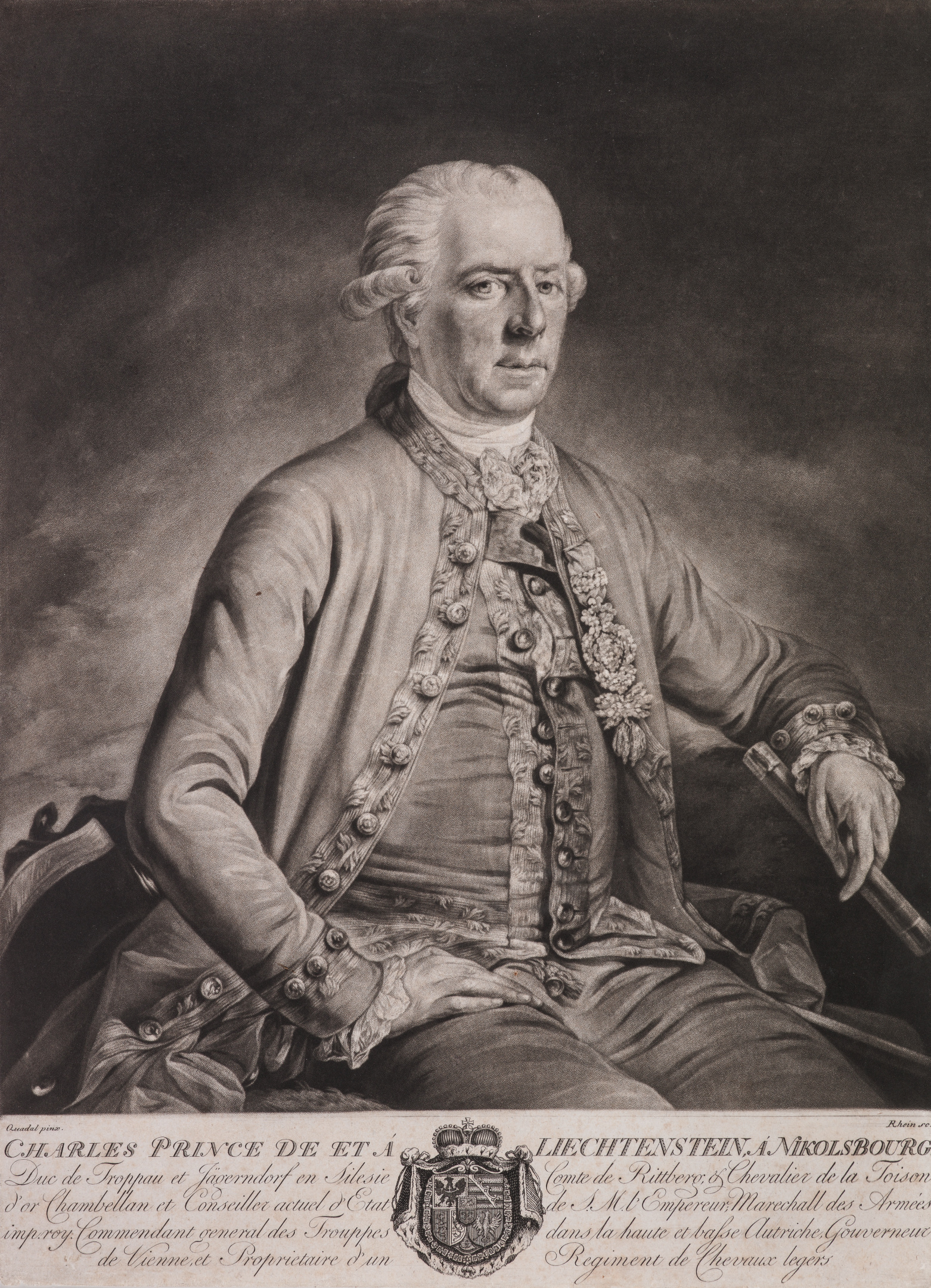
Karel Boromej Josef z Lichtenštejna

Manželé poté střídavě pobývali ve Vídni a v Moravském Krumlově. Spolu měli sedm potomků, z nichž šest se dožilo dospělosti. Ti se stali zakladateli sekundogenitury Lichtenštejnů, která si za své sídlo zvolila právě zámek v Moravském Krumlově. Marie Eleonora v Krumlově iniciovala řadu přestaveb. Nejprve nechala upravit zámek tak, aby mohl sloužit jako sídlo sekundogenitury, a poté následovaly úpravy okolí – zasypání příkopů u zámku, opravení cesty k pivovaru, zpřístupnění zámecké kaple poddaným.
Kromě toho nechala kněžna Marie Eleonora založit u kostela Všech svatých rodovou hrobku (hlavní větev Lichtejštejnů měla a doposud má svou rodovou hrobku ve Vranově u Brna). Moravskokrumlovská hrobka byla vystavěna po smrti Karla Boromejského a u vstupu se nachází dvojice erbů – na levé straně erb Lichtenštejnů a na pravé straně erb Oettingen-Spielbergů. Hrobka byla využívána až do roku 1908, kdy zemřel poslední příslušník moravskokrumlovské větve Lichtenštejnů.
V 60. letech 18. století měla kněžna milostný románek s generálem jízdy hrabětem Karlem O'Donnellem, původem z Irska. Marie Eleonora byla v té době nejspíše velmi vyčerpána každodenním životem. Svého milence prý navštěvovala i na jeho panstvích na Moravě. V roce 1771 však O'Donnell zemřel a kněžna se znovu začala více věnovat dětem.

### Vztah kcísaři Josefu II.
Marie Eleonora patřila mezi pětici kněžen, se kterými udržoval císař Josef II. přátelské kontakty. Ty se často scházely na zámku Schönbrunn či na Hofburgu. Zde s nimi často večeřel císař, který s nimi i rád debatoval. Dne 17. srpna 1762 císař při své cestě do Ruska navštívil Moravský Krumlov, což byla pro knížecí rodinu i pro měšťanstvo velká pocta. Po smrti své matky Marie Terezie se císař do Marie Eleonory zamiloval. Ta tím byla vyvedena z míry a odcestovala z Vídně do Krumlova. Císař jí sice posílal milostné dopisy, ale kněžna se rozhodla návrhy císaře odmítat. Její manžel Karel Boromej Josef z Lichtenštejna zemřel roku 1789 a v následujícím roce 1790 zemřel také císař Josef II.

### Závěr života a smrt

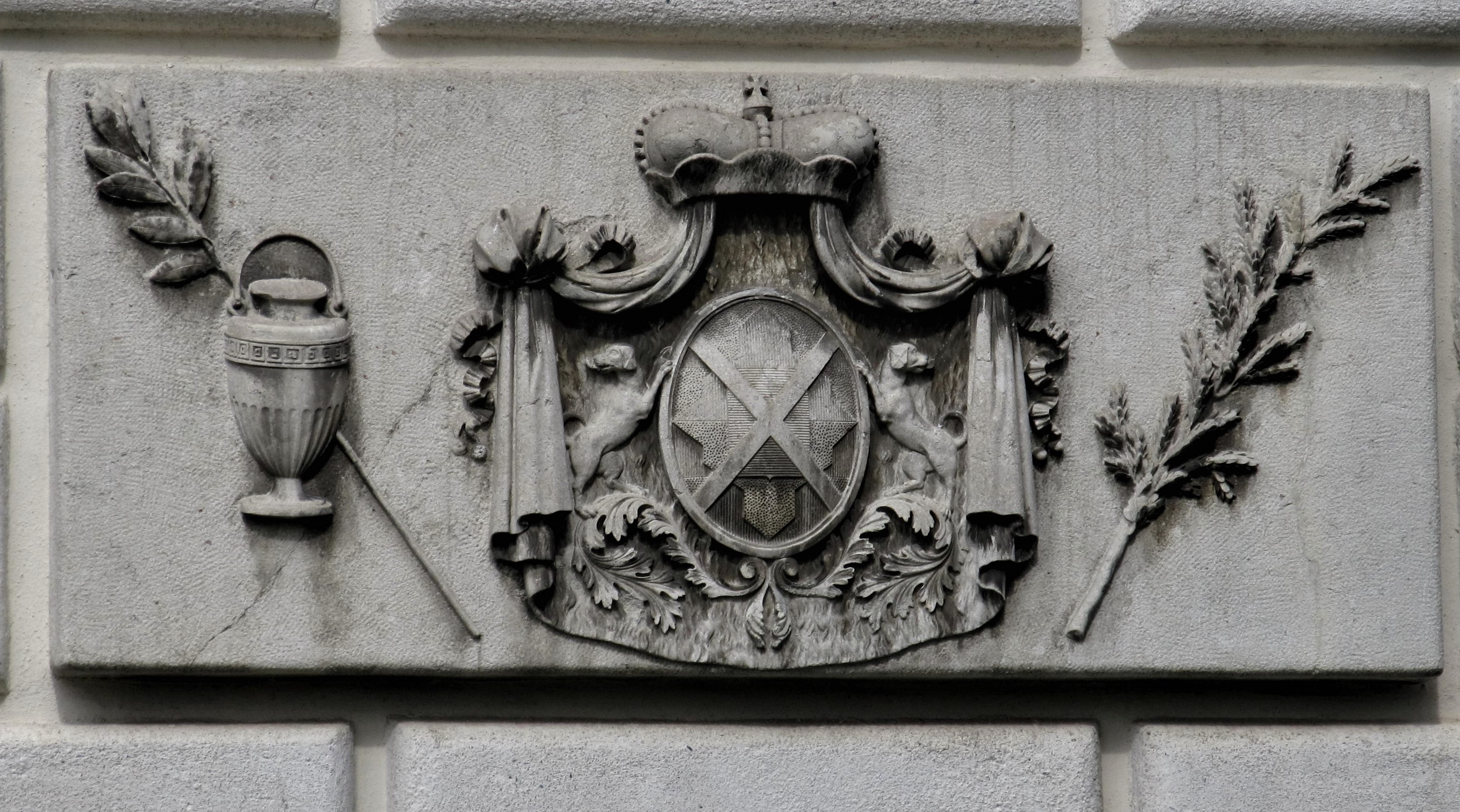
Erb Oettingenů na průčelí Lichtenštejnské hrobky v Moravském Krumlově

Marie Eleonora zbytek života žila střídavě v Krumlově a ve Vídni, kde také dne 26. listopadu 1812 zemřela. Mimo jiné byla dámou Řádu hvězdového kříže. Je pochována po boku svého manžela v rodové hrobce v Moravském Krumlově, kterou nechala postavit v roce 1789.
Její mladší sestra Marie Leopoldina (1741–1795) byla manželkou diplomata a dvořana Arnošta Kryštofa Kounice (1737–1797) z knížecí linie moravského rodu Kouniců.

### Potomstvo
Dne 30. března 1761 se ve Vídni provdala za prince Karla z Lichtenštejna (1730–1789), pozdějšího polního maršála rakouské armády. Jejich sňatek celebroval papežský nuncius kardinál Vitaliano Borromeo. Z manželství se narodilo sedm dětí:
- 1. Marie Josefa (4. 12. 1763, Vídeň – 23. 9. 1833, tamtéž), dáma Řádu hvězdového kříže, ∞ 1781 Jan Nepomuk Arnošt hrabě z Harrachu (17. 5. 1756, Vídeň – 11. 4. 1829, tamtéž), c. k. komoří, říšský dvorský rada, rytíř Řádu zlatého rouna, majitel velkostatků Jilemnice a Janovice
- 2. Karel Jan Nepomuk (1. 3. 1765, Vídeň – 24. 12. 1795, tamtéž), státní úředník, zahynul v souboji, majitel panství Moravský Krumlov, ∞ 1789 Marianna hraběnka von Khevenhüller-Metsch (19. 11. 1770, Vídeň – 10. 8. 1849, tamtéž), dáma Řádu hvězdového kříže
- 3. Josef Václav (21. 8. 1767, Vídeň – 30. 7. 1842, tamtéž), původně kněz, později c. k. generálmajor, svobodný a bezdětný
- 4. Emanuel Kašpar (6. 1. 1770 – 20. 2. 1773)
- 5. Mořic Josef Jan (21. 7. 1775 – 24. 3. 1819), c. k. polní podmaršál, majitel panství Velké Meziříčí, ∞ 1806 Marie Leopoldina princezna Esterházyová z Galánty (31. 1. 1788, Vídeň – 6. 9. 1846), dáma Řádu hvězdového kříže
- 6. František Alois Kryšpín (26. 10. 1776 – 27. 6. 1794), c. k. hejtman, padl ve válce proti revoluční Francii v Ypres v Belgii
- 7. Alois Gonzaga (1. 4. 1780, Vídeň – 4. 11. 1833, Praha), c. k. polní zbrojmistr, vojevůdce napoleonských válek, zemský velitel na Moravě (1826–1829) a v Čechách (1829–1833)